# Машиниста
Машиниста (енгл. The Machinist) амерички је психолошки трилер филм из 2004. године у режији Бреда Андерсона, по сценарију Скота Косара, док је продуцент филма Карлос Фернандез. Филмску музику је компоновао Роке Бањос.
Насловну улогу тумачи Кристијан Бејл као машиниста Тревор Резник, док су у споредним улогама Џенифер Џејсон Ли, Џон Шеријан, Аитана Санчез Хихон и Мајкл Ајронсајд.
Филм прати причу о Тревору Резнику, машинисти у једној фабрици, чија несаница и психолошки проблеми доводе до озбиљне несреће на радном месту једног радника. Након што је Резник отпуштен, он улази у круг параноје и обмане. Филм је добро прихваћен од стране критичара, а посебно је хваљен Бејл, који је за ову улогу смршао 28 килограма. 
Буџет филма је износио 5 милиона долара, док је зарада од филма изностила 8,2 милиона долара.

## Радња
Тревор Резник (Кристијан Бејл) је машиниста у једној фабрици, који пати од хроничне несанице. На послу готово да ни са ким не комуницира. На паркингу, упознаје новог колегу који му се представља као Иван. Изједен несаницом, постаје плодно тло за халуцинације, па у једном тренутку, уместо да пази шта ради, изазива несрећу која његовог колегу с посла Милера, кошта ампутације екстремитета. Тревор, кога је ометао нови колега на послу Иван, окривљен је за несрећу. Нико у фабрици не зна ко је Иван, немају никакве податке о њему и говоре му да тај радник не постоји код њих у фабрици. Тревор проналази мир само са Стиви, проститутком са искреном наклоношћу према њему, и са Маријом, конобарицом у једном аеродромском ресторану, где долази редовно на вечере. Прогањају га кратки бљесци понављајућих слика. На његовом фрижидеру појављује се мистериозна серија самолепљивих листића, који приказују игру вешала на којој му неко сваки дан оставља једно слово, где он покушава да погоди реч. Поред тога, изнад огледала му се налази самолепљиви листић на којем пише: "Ко си ти?"
Ови нејасни инциденти га даље шаљу у параноју, али ипак покушава да успостави везу са Маријом. Желећи да је упозна боље, одводи њу и њеног сина Николаса у забавни парк, где одлучује да са Николасом оде на забавну вожњу која се зове „Роуте 666“, чија бљескајућа светла доводе до тога да дечак Николас доживи епилептички напад. Тревор више не може јасно да размишља и сумња да су бизарни догађаји који му се дешавају, нечија игра и заједнички напор да га излуде. Та замисао му се јавља јер проналази мале случајне трагове због којих би посумњао у то. Један од њих је слика Ивана – мистериозног човека који га стално прати, како пеца са његовим колегом Милером, коју открива у Ивановом новчанику када га Иван остави без надзора у кафани. Догађа се још једна несрећа у фабрици за коју је опет Тревор одговоран, што узрокује бес Треворових колега и као резултат тога, добија отказ.
Након неколико покушаја да сазна ко је заправо Иван и зашто га прати, Тревор покушава да прати Иванов ауто, да прочита регистарске таблице и успева у томе. Када је пријавио регистарске таблице желећи да сазна прави идентитет те особе, службеник ДМВ-а инсистира да се лични подаци не могу објавити ако та особа није извршила неко кривично дело. Након тога, Тревор се једном приликом бацио испред Ивановог аутомобила, како би га оптужио да је починио ударац и побегао. Затим, подноси пријаву са Ивановим таблицама. Полицијски службеник му саопштава да је тај аутомобил заправо у његовом власништву и да је он сам пријавио то возило пре годину дана. Избезумљен сазнањем, бежи од сумњивих полицајаца и одлази код проститутке Стиви, где проналази фотографију Ивана и Милера у њеној кући и оптужује је за уроту. Збуњена, Стиви му говори да су на слици заправо он и Милер, али он одбија да поверује. Након тога, по обичају, одлази у ресторан на аеродрому, где примећује да не ради његова стална конобарица Марија. Када је упитао нову, њему непознату конобарицу где је Марија, она му саопштава да никада нису имали запосленог по имену Марија и да га она служи сваки дан годину дана, те да је за све то време причао тако мало, да је почела мислити да је нем.
У врхунцу филма, Тревор види Ивана како одводи дечака Николаса у Треворов стан и, бојећи се најгорег, покуша се ушуњати у стан. Николас не реагује на Треврова дозивања и Тревор га не може пронаћи нигде у стану. Тревор затиче само Ивана у купатилу и убија га након борбе. Повлачи завесу за каду, мислећи да је Иван заправо ту убио Николаса, те затиче само празну каду. Одлази до фрижидера и након што га отвори, проналази трулу рибу и другу размазану храну. Тада се његов ум врати на фотографију за пецање, која заправо приказује здравог њега са Милером, баш као што је Стиви тврдила, али Тревор халуцинира да је то Иван са Милером. Тревор се покушао решити Ивановог леша - тако што га је уваљао у тепих и бацио у океан. Када се тепих отворио у њему није било никог. Појавио се Иван, жив као и увек, држећи батеријску лампу и смејући се.
Тревор зури у огледало код куће, изнад којег се налази порука „Ко си ти?“, након чега се присећа и почне понављати речи: "Знам ко си ти." Присећа се да је пре годину дана прегазио и убио дечака идентичног Николасу, након што је скренуо поглед с пута, како би употребио упаљач за цигарете, о чему сведочи дечакова мајка, идентична конобарици Марији. Одлучио је да побегне са места несреће, а резултирајућа кривица је постала дубоки узрок његове несанице, мршављења и потиснутог сећања. Иван је био плод Треворове маште и манифестација њега пре те несреће. Након присећања, попуњава недостајућа слова самолепљивих листића, која приказују игру вешала, да би добио реч "убица". Он кратко размишља о одласку на аеродром и бекству, али уместо тога одлази у полицијски штаб, који означава његов "пут ка спасењу", тему која се стално понавља у филму. Прати га тихи, али охрабрујући Иван, који му даје одобрење за опроштај. На рецепцији полицијске станице признаје убиство и бекство. Одводе га два полицајца у ћелију, где каже да жели спавати и то ради по први пут за годину дана.

## Улоге
| Глумац            | Улога            |
| ----------------- | ---------------- |
| Кристијан Бејл    | Треворик Резник  |
| Џенифер Џејсон Ли | Стиви            |
| Мајкл Ајронсајд   | Милер            |
| Џон Шеријан       | Иван             |
| Аитана Санчез     | Марија           |
| Ана Маси          | госпођа Шрајк    |
| Метју Ромео       | Николас          |
| Реџ               | поручник Бојл    |
| Роберт Лонг       | Фурман           |
| Колин Стинтон     | инспектор Роџерс |
| Чарлс Непјер      | поручник Бојл    |

## Производња
Упркос постављеном граду у Калифорнији, филм је снимљен у целини у близини Барселоне, у Шпанији. Критстијан Бејл је интензивно дијетирао више од четири месеца пре снимања, јер је његов лик требало да изгледа драстично мршаво. Према биографији Бејла, коју је написао његов бивши помоћник, његова дневна исхрана у то време се састојала од "воде, јабука и једне шоље кафе дневно, уз повремену чашу вискија". (приближно 55-260 калорија). Према ДВД коментару, изгубио је 28 килограма, што му је смањило телесну масу на 54 килограма. Бејл је желео да се спусти на 45 килограма, али му аутори филма нису дозволили из здравствених разлога. У ствари, тежина коју је Бејл спустио са 183 cm, заправо је требало да буде за много нижег глумца, али је Бејл инсистирао да види да ли ће у томе ипак успети. На крају снимања остало му је само шест месеци да поврати масу како би био спреман за своју улогу у Бетмену (енгл. Batman), што је постигао дизањем тегова и хранећи се пицом и сладоледом.
Бред Андерсон је повредио леђа током снимања и режирао је већи део филма, док је седео у колицима.
Име Тревор Резник потиче од Трента Резнора, оснивача и главне креативне снаге индустријског рок бенда Најн Инч Нејлс (енгл. Nine Inch Nails), а оригинална скрипта је имала НИН-ове стихове на првој страници.
Међутим, најјачи књижевни утицај је руски писац Фјодор Достојевски. У коментару ДВД-а, писац Скот Косар наводи да је на њега утицао роман "Двојник" Достојевског.
Лик Резник је инспирисан романом „Идиот“, Достојевског.

## Пријем

### Благајна
Машиниста је почео са приказивањем 22. октобра 2004. године у три биоскопа у Северној Америци и зарадио 1.082.715 долара са просеком од 21.553 долара по биоскопу. Филм је зарадио 7,120,520 долара у другим земљама за укупно 8,203,235 долара.

### Критични одговор
Машиниста је примао углавном позитивне критике критичара. Филм има резултат од 77% на сајту Ротен томејтоуз на основу 142 коментара са просечном оценом 6.6 / 10. Критички консензус каже: "Бред Андерсенов тамни психолошки трилер о раднику у фабрици је уздигнут због невероватно посвећених перформанси Кристијана Бејла."
Роџер Иберт је филму дао три од четири звездице и изјавио у својој рецензији за филм: "Режисер Бред Андерсон, који је режирао филм по сценарију Скота Косара, жели пренети одређено стање ума, а он и Бејл су успели то учинити узнемирујуће успешно. Видимо Треворов свет тако јасно кроз његове очи да нам постепено пада на памет да се сваки живот види кроз филтер у поседу одређених претпоставки кроз које сва наша искуства морају да се филтрирају. Не можемо се ослободити тих претпоставки, иако еволуирана особа може барем покушати да их узме у обзир. Већина људи никада не доводи у питање своје претпоставке, па тако и реалност постоји за њих онако како претпостављају. Неке претпоставке су неопходне да би живот био подношљив, као што је претпоставка да нећемо умрети у наредних 10 минута. При крају филма, разумемо га када једноставно каже: "Само желим да спавам."